# Последний киносеанс
«Последний киносеанс» (англ. The Last Picture Show) — чёрно-белая драма режиссёра Питера Богдановича с Тимоти Боттомсом, Джеффом Бриджесом и Сибил Шеперд в главных ролях, экранизация одноимённого полуавтобиографического романа Ларри Макмёртри (1966). Для актрисы фильм стал дебютной работой, а для Боттомса и Бриджеса — второй. По жанру это развернутая киноистория — со множеством персонажей и сюжетных линий, но без сквозного сюжета — в духе американского романа о Среднем Западе. Через 19 лет свет увидел сиквел картины.
Для своего времени фильм стал открытием — главным образом, из-за своего искреннего тона, своеобразной эстетики, а также музыкального ряда, который составлен исключительно из песен-шлягеров 50-х годов. Вследствие этого фильм стал ярким представителем эпохи Нового Голливуда и лучшей работой режиссёра.
Картина, имевшая критический и коммерческий успех, была отмечена двумя премиями «Оскар» за актёрские работы Бена Джонсона и Клорис Личмен, выигравших награды у коллег Джеффа Бриджеса и Эллен Бёрстин, а также номинировалась в шести категориях, среди которых Лучший фильм, Лучший режиссёр и Лучший адаптированный сценарий.
В 1998 году внесён в Национальный реестр фильмов, обладающих «культурным, историческим или эстетическим значением».
По версии Американского института кино, картина занимает 95-е место в обновлённом списке 100 фильмов за 2007 год.

## Сюжет
Действие происходит с ноября 1951 по октябрь 1952 года в небольшом городке Анарин на севере Техаса, приходящего в упадок. Двое закадычных друзей, Сонни Кроуфорд (Тимоти Боттомс) и Дуэйн Джексон (Джефф Бриджес), заканчивают школу и готовятся начать взрослую жизнь. Сонни — второй капитан школьной футбольной команды, чувствительный и ответственный, переживающий из-за постоянных проигрышей в межшкольных чемпионатах. У него есть подруга Шарлин Даггс (Шэрон Тэггарт), к которой он не испытывает, впрочем, серьёзных чувств. Дуэйн, как и Сонни, тоже играет в команде, он привлекателен, популярен и встречается с самой красивой девушкой школы, Джейси Фэрроу (Сибил Шеперд), чему не рада её мать Лоиз (Эллен Бёрстин), которую волнуют незавидное финансовое состояние парня. Дуэйн и Сонни арендуют старый подержанный пикап, на котором катаются по окрестностям со своими подружками. Сонни и Шарлин расстаются.
На Рождество старшеклассник Лестер Марлоу (Рэнди Куэйд) приглашает Джейси на ночную вечеринку в дом его приятеля, Бобби Шина (Гэри Брокет), сына богатых родителей. Джейси соглашается прийти, поскольку рассчитывает, что у неё могут завязаться отношения с Бобби, более многообещающие, как ей кажется, чем дружба с Дуэйном. Участие в вечеринке подразумевает общее купание всей компанией голышом в бассейне, Джейси раздевается под взорами остальных. Сонни ввязывается в интрижку с официанткой Рут Поппер (Клорис Личмен), женщиной средних лет, женой тренера баскетбольной команды, находящейся в депрессии. Она одинока, так как её муж — скрытый гомосексуалист.
Группа парней приводит своего умственно отсталого немого друга Билли (Сэм Боттомс) к проститутке Джимми Сью, дабы тот «не умер девственником», та бьёт его по лицу, когда он преждевременно эякулирует в машине. Когда Дуэйн и Сонни забирают Билли домой, Сэм по прозвищу «Лев» ((Бен Джонсон), наставник парней и авторитетный человек, говорит, что, поскольку они не могут даже позаботиться о друге, запрещает им посещать бильярдный зал, кафе и кинотеатр. Сэм не замечает Дуэйна, прячущегося на заднем сиденье. В кафе официантка Женевьева Морган (Айлин Бреннан) говорит Сонни, что знает, что Дуэйн был с группой, но соглашается не говорить Сэму.
Сэм прощает Сонни и рыбачит с друзьями, предаваясь воспоминаниям. Бобби не хочет связываться с Джейси, покуда она невинна, — ей нужно сначала найти кого-то, кто лишил бы её девственности. В канун Нового года Дуэйн и Сонни спонтанно решают отправиться в поездку в Мексику и приглашают Сэма. Тот с тоской сожалеет, что у него не хватит сил присоединиться к ним, и даёт им дополнительные деньги. Вернувшись из путешествия, оставшегося за кадром, хмельными и усталыми, друзья узнают, что Сэм умер вчера утром от инсульта на бильярдном столе, оставив завещание: бильярдный зал передать Сонни, кафе — Женевьеве, кинотеатр — пожилой миссис Моззи, руководившей концессионным киоском, а 1000 долларов — Джо Бобу Блэнтону, сыну священника.
После слов Бобби Джейси приглашает Дуэйна в мотель «Кактус» для секса, но тот не может добиться эрекции, поэтому они притворяются перед другими, что всё получилось. Потеря девственности происходит со второй попытки после выпускного, после этого Джейси расстаётся с Дуэйном по телефону, тот уезжает в Одессу в поисках работы. Когда Бобби женится на другой девушке, Джейси разочаровывается и от скуки занимается сексом на бильярдном столе с Эйбилином (Клю Галагер), любовником матери, после чего тот холодно прощается с ней. Джо Блэнтона арестовывают на дороге за похищение малолетней Молли Кларк, на задержании присутствует Сонни. Тот признаётся, что ему не хватило духу зайти дальше.
Джейси нацеливается по совету матери на Сонни, который без предупреждения бросает Рут. Вернувшийся Дуэйн, обзавёдшийся машиной, ссорится с другом на улице из-за Джейси, «его» девушки, и бьёт того бутылкой по голове, временно ослепляя на левый глаз, после чего уходит в армию. Джейси предлагает Сонни пожениться и сбежать в Оклахому, и оставляет записку родителям. По пути на озере Тексома их останавливает полицейский и сопровождает пару обратно в Анарен. Миссис Фэрроу говорит Сонни, что ему было намного лучше с Рут Поппер, чем с её дочерью, и признаётся, что она была любовницей Сэма — именно от неё он получил своё прозвище. Брак молодых людей аннулируется.
Дуэйн, получивший отпуск, приезжает в городок перед отъездом на Корейскую войну, Сонни предлагает ему сходить на последний киносеанс, так как кинотеатр «Королевский» закрывается в этот же день. Скудная аудитория смотрит «Красную реку» Говарда Хоукса. Миссис Моззи говорит, что телевидение вытеснило киносеансы, и будь Сэм жив, он смог бы расшевелить народ. На следующее утро Дуэйн просит друга приглядеть за его машиной, Сонни провожает его к автобусу и на вопрос о Джейси говорит, что с тех пор, как та поступила в колледж в Далласе, она не приезжала. Билли, подметавшего улицу, за кадром сбивает грузовик. Расстроенный Сонни, видя равнодушие жителей к погибшему, убирает тело с дороги и приезжает искать утешения у Рут. Первая реакция женщины — обида, гнев и разбитая посуда, но когда Сонни молча протягивает ей руку, она берёт её, прикладывает к щеке и после почти двухминутного молчания под звуки праздника за окнами со слезами на глазах говорит: «Не бери в голову, милый. Не бери в голову». Фильм заканчивается демонстрацией пустынных улиц городка и закрытого кинотеатра под вой ветра, гоняющего осеннюю листву.

## В ролях
- Тимоти Боттомс — Сонни Кроуфорд
- Джефф Бриджес — Дуэйн Джексон, друг Сонни
- Сибил Шеперд — Джейси Фэрроу, девушка Дуэйна
- Эллен Бёрстин — Лоиз Фэрроу, мать Джейси
- Клорис Личмен — Рут Поппер, жена тренера баскетбольной команды
- Бен Джонсон — Сэм «Лев», наставник Сонни и Дуэйна
- Айлин Бреннан — Женевьева, официантка
- Клю Галагер — Эйбилин, любовник миссис Фэрроу
- Сэм Боттомс — Билли
- Рэнди Куэйд — Лестер Марлоу, старшеклассник
- Шэрон Тэггарт — Шарлин Даггс, подруга Сонни

## Награды и номинации
- Награды
- 1972 — 2 премии Национального совета кинокритиков США:
- Лучшая мужская роль второго плана (Бен Джонсон)
- Лучшая женская роль второго плана (Клорис Личмен)
- 1972 — премия «Золотой глобус» за Лучшую мужскую роль второго плана (Бен Джонсон )
- 1972 — 2 премии «Оскар»:
- Лучшая мужская роль второго плана (Бен Джонсон)
- Лучшая женская роль второго плана (Клорис Личмен)
- 1972 — премия «Кинэма дзюмпо» за лучший иностранный фильм (Питер Богданович)
- 1973 — 3 премии «BAFTA»:
- Лучшая мужская роль второго плана (Бен Джонсон)
- Лучшая женская роль второго плана (Клорис Личмен)
- Лучший сценарий (Ларри Макмертри, Питер Богданович) (совместно с Пэдди Чаефски («Больница»))
- Номинации:
- 1972 — номинация на премию Национального совета кинокритиков США за Лучший фильм (Питер Богданович)
- 1972 — «Золотой глобус»:
- Лучший фильм (драма)
- Лучший режиссёр (Питер Богданович)
- Лучшая женская роль второго плана (Эллен Бёрстин, Клорис Личмен)
- Самая многообещающая начинающая актриса (Сибилл Шеперд)
- 1972 — «Оскар»:
- Лучший фильм (Стивен Дж. Фридман)
- Лучший режиссёр (Питер Богданович)
- Лучший мужская роль второго плана (Джефф Бриджес)
- Лучшая женская роль второго плана (Эллен Бёрстин)
- Лучший адаптированный сценарий (Ларри Макмёртри, Питер Богданович)
- Лучшая операторская работа (Роберт Л. Сёртис)
- 1973 — «BAFTA»:
- Лучший фильм
- Лучший режиссёр (Питер Богданович)
- Лучшая женская роль второго плана (Айлин Бреннан)
- 1972 — номинация на премию гильдии режиссёров Америки за лучшую режиссуру — Художественный фильм (Питер Богданович)
- 1972 — номинация на премию Гильдии сценаристов США за лучшую адаптированную драму (Ларри Макмёртри, Питер Богданович)

## Факты
- В 1990 году Питер Богданович снял сиквел фильма под названием «Техасвилль».
- Фильмом, который герои смотрят во время «последнего киносеанса», стал вестерн «Красная река» Говарда Хоукса. В начале фильма они смотрят комедию «Отец невесты» Винсента Миннелли.